# Král Saúdské Arábie
Král Saúdské Arábie, oficiálně král Království Saúdské Arábie (arabsky ملك المملكة العربية السعودية)‎), je hlavou státu a předsedou vlády Saúdské Arábie, jakožto i vrchním velitelem Ozbrojených sil Saúdské Arábie. Král je přezdíván „ochráncem dvou svatých mešit“, což odkazuje na jeho odpovědnost za ochranu a údržbu dvou nejsvětějších míst v islámu, Velké mešity v Mekce a Prorokovy mešity v Medíně. Král uděluje státní vyznamenání.
Saúdská Arábie je absolutistická monarchie, v níž má král neomezenou moc. Vedle Ománu se tak jedná o jednu ze dvou absolutistických monarchií na světě.
Současným králem je Salmán bin Abd al-Azíz, který na trůn nastoupil 23. ledna 2015 po smrti svého nevlastního bratra Abd Alláha.

## Nástupnictví
Všichni dosavadní králové byli syny Abd al-Azíze ibn Saúda.

## Opozice
Kritika krále, náboženských vůdců nebo vlády není povolena a většinou může pro kritiky znamenat vězení či smrt.